# Rebranding
Rebranding ou redesign é uma estratégia de marketing, no qual uma organização decide alterar a sua denominação, ou o seu logotipo, ou o seu design, ou outros elementos identificativos, para formar uma nova identidade. Estas alterações podem ocorrer por diversas razões, por exemplo, para modificar uma percepção negativa da marca (em inglês: brand) ou para se distanciar da concorrência ou apenas atualizar sua marca para algo mais atual.